# Martin Kießig
Kurt Martin Kießig (* 27. März 1907 in Gautzsch; † 11. Februar 1994 in Tübingen) war ein deutscher Pädagoge, Germanist, Literaturkritiker, Autor und Publizist.

## Familie
Kießig wurde als siebtes Kind des Journalisten Leopold Paul Kießig (* 7. Februar 1861 in Leipzig; † 25. Juli 1942 in Baiersbronn) und dessen Ehefrau Minna Emma, geborene Graul (* 12. November 1872 in Rudelsdorf; † 24. April 1955 in Markkleeberg), geboren. Von seinen Geschwistern verstarben jedoch fünf bereits im Kleinkindalter vor Martin Kießigs Geburt. Deshalb erlebte er lediglich seinen älteren Bruder, den späteren Wirtschaftsredakteur der Süddeutschen Zeitung, Fritz Werner Kießig (* 14. September 1905 in Gautzsch; † 22. April 1991 in Gilching).

## Schule und Studium

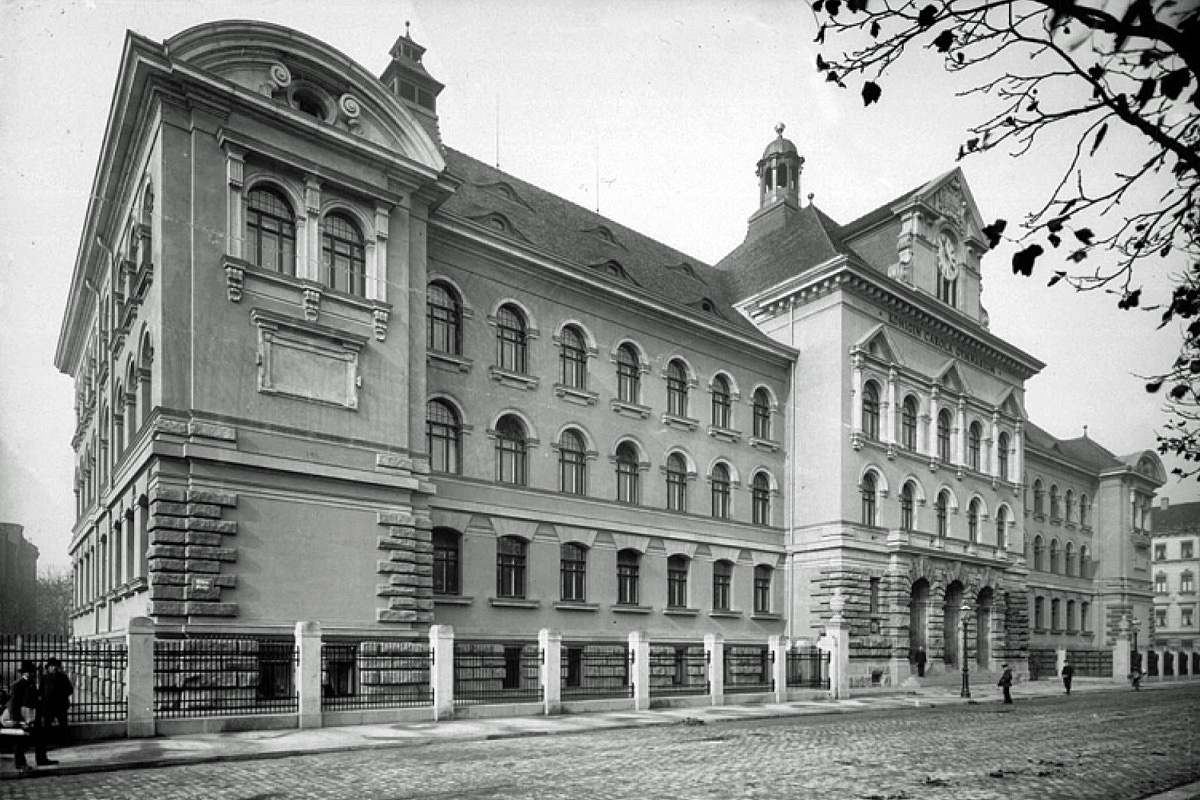
Königin-Carola-Gymnasium

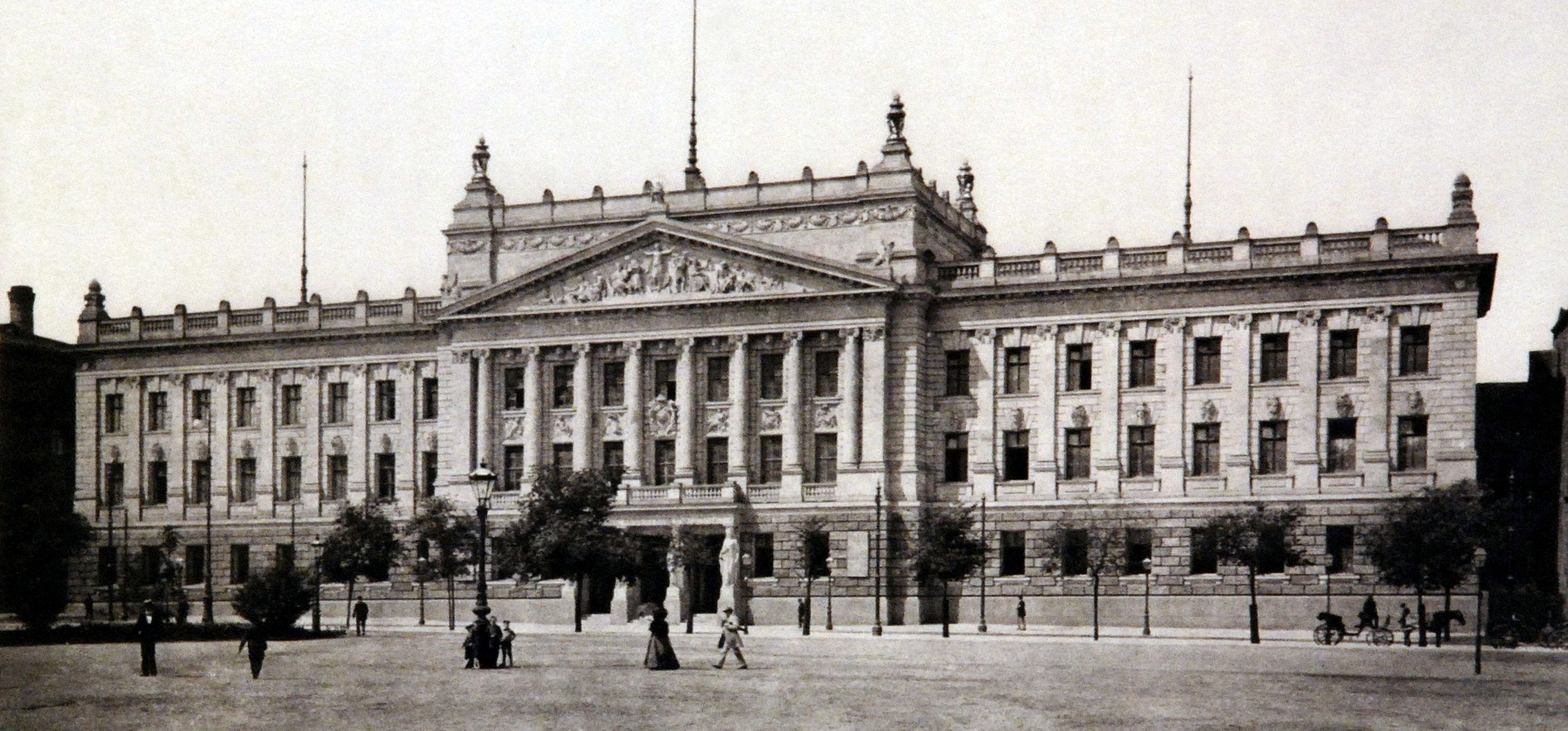
Das Augusteum der Universität Leipzig

Kießig besuchte als Schüler zunächst Volksschulen in Gautzsch und Leipzig, danach bis zu seinem 14. Lebensjahr das Leipziger Königin-Carola-Gymnasium. Anschließend erhielt er eine fünfjährige zeitungsfachliche Ausbildung und arbeitete im Sächsischen Nachrichtenbüro seines Vaters. Dieser firmierte als „Schriftleiter Paul Kießig, Handelsjournalist, Sonder-Berichterstatter der Berliner Börsenblätter [Berliner Börsen-Zeitung, Berliner Börsen-Courier], der Frankfurter Zeitung, des Hamburger Fremdenblattes, der Kölnischen Zeitung, der Münchner Neuesten Nachrichten“.
Martin Kießig entschloss sich im Alter von 19 Jahren, das Abitur nachzuholen und zu studieren. Dafür bereitete er sich an der privaten Möhring'schen Unterrichtsanstalt in Leipzig auf die Reifeprüfung vor. Die Unter- und Oberprima absolvierte er dann an der Deutschen Oberschule in Grimma, wo er Ostern 1931 das Abitur bestand.
Danach studierte Kießig von Ostern 1931 bis Ostern 1935 an der Universität Leipzig. Zunächst orientierte er sich auf das Lehramt und belegte Germanistik, Geschichte und Pädagogik bei Hermann August Korff und Theodor Litt. Schließlich wechselte er jedoch aus Neigung zu Kunstgeschichte bei Theodor Hetzer und zu Philosophie, wodurch er auf das Staatsexamen und somit auf die Befähigung für das Lehramt verzichtete. Schon während seines gesamten Studiums arbeitete Kießig nebenbei als Rezensent bzw. Literaturkritiker.
Bei Hermann August Korff promovierte er 1936 über den Reformpädagogen, Barden, Theaterschaffenden und Schriftsteller Martin Luserke. Kießig fuhr daher um 1935 zeitweise auf dessen schwimmender Dichterwerkstatt Krake mit, nahm dort an Lesungen und Erzählabenden teil und dokumentierte dies.
Auch nach seiner ordnungsgemäßen Exmatrikulation am 15. April 1935 besuchte Kießig für weitere drei Semester philosophische und kunstgeschichtliche Übungsveranstaltungen der Leipziger Universität.

## Berufliches Wirken
Kießig beschäftigte sich ab seiner Studienzeit mit Ludwig Klages, einem Forschungsgebiet, mit dem er sich dann zeitlebens befasste.
Während der NS-Zeit, durch die er sich aus politischen Gründen in seinem beruflichen Anspruch und Fortkommen ebenso behindert fühlte wie in seiner christlichen Einstellung, wirkte Kießig als Literaturkritiker, Rezensent und Herausgeber, z. B. für Heinrich Ellermanns Reihe Das Gedicht – Blätter für die Dichtung, bis er während des Zweiten Weltkrieges als Soldat zur Wehrmacht eingezogen wurde.
Kießig besuchte die Schriftstellerin Else Ernst, die Witwe des 1933 verstorbenen Schriftstellers Paul Ernst, auf Schloss St. Georgen an der Stiefing in der Steiermark. Aus der Zeit zwischen 1938 und 1945 sind zahlreiche Briefe bzw. Feldpostbriefe Kießigs an Else Ernst mit Beilagen erhalten. Der Großteil dieser Korrespondenz, Else Ernsts Antwortbriefe, fiel allerdings dem Luftkrieg zum Opfer, als das Wohnhaus von Kießig durch Bombeneinwirkung zerstört wurde.
Im Kontext von Paul Ernsts Werk führte Kießig auch eine Korrespondenz mit dem Bonner Privatgelehrten und Publizisten Karl August Kutzbach (1903–1992), der neben seiner Forschung zu Paul Ernst auch dessen Nachlass verwaltete.
Wohnhaft in Markkleeberg, unterrichtete Kießig nach dem Zweiten Weltkrieg ab 1945 in Leipzig an der Gaudig-Oberschule und nach deren politisch bedingter Schließung ab 1951 an der Leibniz-Oberschule. Parallel zu dieser Tätigkeit qualifizierte er sich hinsichtlich seiner Lehrbefähigung.
In den 1950er Jahren sah sich Kießig aufgrund politischer Anfeindung gezwungen, die DDR zu verlassen, ein Schritt, den er jedoch erst 1958 nach dem Tod seiner im hohen Alter pflegebedürftigen Mutter Emma vollzog.
Die DDR-Lehrbefähigung wurde jedoch in der Bundesrepublik nicht für staatliche Schulen anerkannt, so dass er dort nur an privaten Bildungseinrichtungen lehren konnte. Den Einstieg dazu hatte ihm um 1956 sein Freund Wilhelm Hausenstein vermittelt, durch den er sich in Bayern ansiedelte. In der Folge war Kießig als Pädagoge in Altötting und Stein an der Traun, Ende der 1960er Jahre im Evangelischen Landschulheim auf Schloss Schwarzenberg bei Scheinfeld im Steigerwald tätig.
Seine Vorkriegstätigkeit als Rezensent nahm Kießig wieder auf, u. a. für die Wochenzeitung Die Zeit. Als Publizist legte er ausgewählte Werke von Paul Alverdes, Hermann Hesse und Christian Morgenstern auf, außerdem die Anthologie Dichter erzählen ihre Träume. Auch als Lyrik-Autor trat Kießig hervor.
Er war u. a. Klassenlehrer des Physikers und Philosophen Dietrich Koch und dessen Bruders, des Physikers Eckhard Koch. Beide zählten später zu den DDR-Dissidenten um den Stasi-Fall, der sich aus den Protestaktionen gegen die Sprengung der Leipziger Paulinerkirche 1968 entwickelt hatte. In dessen Kontext suchte Dietrich Koch bei seinem ehemaligen Lehrer Kießig Rat.
Kießig lebte zuletzt in Filderstadt-Bonlanden und verstarb im Alter von 86 Jahren während eines Klinikaufenthaltes in Tübingen an den Folgen einer Operation.

## Werke (Auszug)
- Nachwort, in: Martin Luserke: Von Indianern, Persern und Geusen – Seltsame Geschichten. (= Schaffsteins blaue Bändchen, 222) Hermann Schaffstein Verlag, Köln 1935 OCLC 72610182
- Nachwort, in: Martin Luserke: Der kleine Schühß und andere Geschichten – Ein Buch von der Wattenküste. Mit Illustrationen von Karl Stratil. Hrsg. v. Rolf Italiaander. Verlag Gustav Weise, Leipzig 1935
- Martin Luserke. Gestalt und Werk. Versuch einer Wesensdeutung. Phil. Dissertation, Universität Leipzig. J. Särchen Verlag, Baruth/Mark 1936 OCLC 23617944
- Beitrag Der Dichter auf dem Meere – Martin Luserke. In: Der Querschnitt, 16. Jg., Heft 7, Juli 1936. Hrsg. v. Edmund Franz von Gordon. Heinrich Jenne Verlag, Berlin 1936
- Rudolf G. Binding. Avenarius-Verlag, Leipzig 1937 OCLC 314393998
- Die Bücher der Rose. In: Der Bücherwurm. Karl Rauch Verlag, Leipzig-Markkleeberg 1937, S. 183–247
- Eugen Gottlob Winkler – Dichterische Arbeiten. In: Kölnische Volkszeitung. Nr. 279 v. 10. Oktober 1937, S. 12. Sonntagsbeilage der Kölnischen Volkszeitung. Nr. 41, auch in: Die Neue Literatur, 36. Jg., 1937, S. 563–564
- Matthias Claudius: Gedichte. Verlag Heinrich Ellermann, Hamburg 1937 OCLC 72882051
- Nachwort, in: Paul Friedrich (Hrsg.): Novalis, Reclam-Verlag, Leipzig, 1939
- Georg Trakl – Zum 25. Todestag des Dichters. In: Völkischer Beobachter (München), 2. November 1939. Unter dem Titel Georg Trakl zum Gedächtnis auch in: Kölnische Volkszeitung, 13. November 1939. Außerdem in: Weltstimmen (Stuttgart), 13, 1939/40, S. 104. Unter dem Titel Kristallene Tränen, geweint um die bittere Welt – Georg Trakl zum Gedächtnis. In: Der Bücherwurm (Dachau u. a.), 25, 1939/40, H 4/5, S. 70–73. Zitiert nach: Eberhard Sauermann: Die Rezeption Georg Trakls in Zeiten der Diktatur – Stigmatisierung, Instrumentalisierung und Anerkennung in NS-Zeit und DDR. StudienVerlag, Innsbruck / Wien / Bozen 2016, ISBN 978-3706558105
- Den Künftigen. Gedichte von Stefan George u. a. Verlag Heinrich Ellermann, Hamburg 1940 OCLC 72891417
- Nachwort, in: August Winnig: Im Kreis verbunden – Erzählungen. Reclam-Verlag, Nr. 7390, Stuttgart 1940 OCLC 879032226
- Mythus des Nordens – Zu Martin Luserkes 60. Geburtstag. In: Niederdeutsche Welt, 15. Jg., Heft 5, Mai 1940, S. 69–72
- Ein Leben, der Kühnheit geweiht – Zu Martin Luserkes 60. Geburtstag. In: Völkischer Beobachter (München), Nr. 122/123, 1./2. Mai 1940, S. 8
- Dichter und Seefahrer – Martin Luserke wurde 60 Jahre. In: Der Führer (Karlsruhe). 4. Mai 1940, S. 5
- Über Martin Luserke. In: Neue Schau, Monatsschrift, 21. Jg., H. 6, Juni 1960. Hrsg. v. Karl Kaltwasser / Bernhard Martin / Karl Vötterle. Bärenreiter, Kassel 1960, S. 231–232
- Dichter erzählen ihre Träume – Selbstzeugnisse deutscher Dichter aus zwei Jahrhunderten.[31] Eugen Diederichs Verlag, Köln/Düsseldorf 1964 OCLC 611082945
- Nachwort, in: Im Presselschen Gartenhaus – Eine Erzählung aus dem Alten Tübingen. Mit 6 Federzeichnungen von Albrecht Appelhans. Philipp-Reclam-Verlag, Stuttgart 1964 OCLC 64700939
- Geträumtes. Mit Originalzeichnungen auf Stein von Heide Voitl. Neugebauer Press, Bad Goisern 1966 OCLC 72926757
- Die Lehrlinge zu Sais – Gedichte und Fragmente. Philipp-Reclam-Verlag, Stuttgart 1966 OCLC 756311648
- Gottes ist die Stille – über den Holzschneider Ernst von Dombrowski. In: Du selbst (vereinigt mit Neue Schau), Marita Roeser-Bley (Hrsg.), Baden-Baden 1967, S. 25–27
- Friedrich Schnack – Gedenkworte zum 85. Geburtstag des Dichters. Arbeitskreis für Deutsche Dichtung (Hrsg.), Göttingen 1973 OCLC 877137293
- Ausgewählte Verse. Lyrik. Mit einer Holzschnittvignette von Ernst Pflaumer. Karl Pfeiffer Verlag, Hersbruck 1974
- Wilhelm Diess – Das erzählerische Werk in Einzelausgaben, in: Kultur und Leben, 10 (1977). OCLC 633035779
- als Hrsg.: Paul Alverdes: Die Pfeiferstube und andere Erzählungen. Langen Müller Verlag, München 1986, ISBN 3-7844-2040-0
- Beitrag, in: Martin Luserke – Reformpädagoge, Dichter, Theatermann, Gründer der Schule am Meer auf der Nordseeinsel Juist, mit Beiträgen von Herbert Giffei, Hubert H. Kelter, Martin Kießig, Peter Lambrecht, Dieter Luserke und Jörg W. Ziegenspeck, hrsg. v. Jörg W. Ziegenspeck (= Wegbereiter der modernen Erlebnispädagogik, Bd. 6). Neubauer Verlag, Lüneburg 1987. ISBN 978-3-88456-040-2
- als Hrsg.: Christian Morgenstern. Werke und Briefe. Kommentierte Ausgabe. Bd. 1. Lyrik 1887–1905. Verlag Urachhaus, Stuttgart 1988, ISBN 3-87838-501-3
- als Hrsg.: Christian Morgenstern: Werke und Briefe. Kommentierte Ausgabe. Bd. 2. Lyrik 1906–1914. Verlag Urachhaus, Stuttgart 1992, ISBN 3-87838-502-1
- ders.: Christian Morgenstern: Werke und Briefe. Kommentierte Ausgabe. Bd. 3. Humoristische Lyrik. Verlag Urachhaus, Stuttgart 1992, ISBN 387838503X
- ders.: Christian Morgenstern: Werke und Briefe. Kommentierte Ausgabe. Bd. 4. Episches und Dramatisches. Verlag Urachhaus, Stuttgart 1992. ISBN 3878385048
- ders.: Christian Morgenstern: Werke und Briefe. Kommentierte Ausgabe. Bd. 5. Aphorismen. Verlag Urachhaus, Stuttgart 1992. ISBN 978-3878385011
- ders.: Christian Morgenstern: Werke und Briefe. Kommentierte Ausgabe. Bd. 6. Kritische Schriften. Verlag Urachhaus, Stuttgart 1987. ISBN 978-3878385011
- ders.: Christian Morgenstern: Werke und Briefe. Kommentierte Ausgabe. Bd. 7. Briefwechsel 1878–1903. Verlag Urachhaus, Stuttgart 2008. ISBN 978-3878385073
- ders.: Christian Morgenstern: Werke und Briefe. Kommentierte Ausgabe. Bd. 8. Briefwechsel 1904–1908. Verlag Urachhaus, Stuttgart 2011. ISBN 978-3878385080
- ders.: Christian Morgenstern: Sämtliche Gedichte. Sonderausgabe zum 100. Todestag. 3 Bde. Verlag Urachhaus, Stuttgart 2013. ISBN 978-3825178727
- mit Else Bramesfeld, Doris Braune, Karin Gerhard, Tove Gerson, Ellen Jungblut: Gelebte Utopie. Nach einer Dokumentation von Dore Jacobs. Klartext-Verlag, Essen 1990. ISBN 3884741438
- Martin Kießig: Else Ernst, die Dichterin und Schloßherrin von St. Georgen (Essay aus: Kölnische Volkszeitung 1937 und Vortrag in St. Georgen von 1986). In: Der Wille zur Form – Zeitschrift der Paul-Ernst-Gesellschaft e. V., 3. Folge, Heft 1, 1992, S. 46–65
- ders.: Max Zweig. In: Der Wille zur Form – Zeitschrift der Paul-Ernst-Gesellschaft e. V., 3. Folge, Heft 1, 1992, S. 66–77
- ders.: Das Dichterschloß in der Steiermark. In: Mitteilungsblatt der Paul-Ernst-Gesellschaft e. V., Jahresanfang 1996, S. 14–18

## Mitgliedschaften (Auswahl)
- Paul-Ernst-Gesellschaft